# Danh sách tiểu hành tinh: 4201–4300
| Tên                 | Tên đầu tiên | Ngày phát hiện       | Nơi phát hiện           | Người phát hiện                                        |
| ------------------- | ------------ | -------------------- | ----------------------- | ------------------------------------------------------ |
| 4201 Orosz          | 1984 JA1     | 3 tháng 5 năm 1984   | Anderson Mesa           | B. A. Skiff                                            |
| 4202 Minitti        | 1985 CB2     | 12 tháng 2 năm 1985  | La Silla                | H. Debehogne                                           |
| 4203 Brucato        | 1985 FD3     | 26 tháng 3 năm 1985  | Palomar                 | C. S. Shoemaker                                        |
| 4204 Barsig         | 1985 JG1     | 11 tháng 5 năm 1985  | Palomar                 | C. S. Shoemaker                                        |
| 4205 David Hughes   | 1985 YP      | 18 tháng 12 năm 1985 | Anderson Mesa           | E. Bowell                                              |
| 4206 Verulamium     | 1986 QL      | 25 tháng 8 năm 1986  | La Silla                | H. Debehogne                                           |
| 4207 Chernova       | 1986 RO2     | 5 tháng 9 năm 1986   | Anderson Mesa           | E. Bowell                                              |
| 4208 Kiselev        | 1986 RQ2     | 6 tháng 9 năm 1986   | Anderson Mesa           | E. Bowell                                              |
| 4209 Briggs         | 1986 TG4     | 4 tháng 10 năm 1986  | Palomar                 | E. F. Helin                                            |
| 4210 Isobelthompson | 1987 DY5     | 21 tháng 2 năm 1987  | La Silla                | H. Debehogne                                           |
| 4211 Rosniblett     | 1987 RT      | 12 tháng 9 năm 1987  | La Silla                | H. Debehogne                                           |
| 4212 Sansyu-Asuke   | 1987 SB2     | 28 tháng 9 năm 1987  | Toyota                  | K. Suzuki, T. Urata                                    |
| 4213 Njord          | 1987 ST4     | 25 tháng 9 năm 1987  | Đài thiên văn Brorfelde | P. Jensen                                              |
| 4214 Veralynn       | 1987 UX4     | 22 tháng 10 năm 1987 | Nauchnij                | L. V. Zhuravleva                                       |
| 4215 Kamo           | 1987 VE1     | 14 tháng 11 năm 1987 | Kushiro                 | S. Ueda, H. Kaneda                                     |
| 4216 Neunkirchen    | 1988 AF5     | 14 tháng 1 năm 1988  | La Silla                | H. Debehogne                                           |
| 4217 Engelhardt     | 1988 BO2     | 24 tháng 1 năm 1988  | Palomar                 | C. S. Shoemaker                                        |
| 4218 Demottoni      | 1988 BK3     | 16 tháng 1 năm 1988  | La Silla                | H. Debehogne                                           |
| 4219 Nakamura       | 1988 DB      | 19 tháng 2 năm 1988  | Kobuchizawa             | M. Inoue, O. Muramatsu                                 |
| 4220 Flood          | 1988 DN      | 22 tháng 2 năm 1988  | Siding Spring           | R. H. McNaught                                         |
| 4221 Picasso        | 1988 EJ      | 13 tháng 3 năm 1988  | Palomar                 | J. Alu                                                 |
| 4222 Nancita        | 1988 EK1     | 13 tháng 3 năm 1988  | Palomar                 | E. F. Helin                                            |
| 4223 Shikoku        | 1988 JM      | 7 tháng 5 năm 1988   | Geisei                  | T. Seki                                                |
| 4224 Susa           | 1988 KG      | 19 tháng 5 năm 1988  | Palomar                 | E. F. Helin                                            |
| 4225                | 1989 BN      | 31 tháng 1 năm 1989  | Okutama                 | T. Hioki, N. Kawasato                                  |
| 4226 Damiaan        | 1989 RE      | 1 tháng 9 năm 1989   | Haute Provence          | E. W. Elst                                             |
| 4227 Kaali          | 1942 DC      | 17 tháng 2 năm 1942  | Turku                   | L. Oterma                                              |
| 4228 Nemiro         | 1968 OC1     | 25 tháng 7 năm 1968  | Cerro El Roble          | G. A. Plyugin, Yu. A. Belyaev                          |
| 4229 Plevitskaya    | 1971 BK      | 22 tháng 1 năm 1971  | Nauchnij                | L. I. Chernykh                                         |
| 4230 van den Bergh  | 1973 ST1     | 19 tháng 9 năm 1973  | Palomar                 | C. J. van Houten, I. van Houten-Groeneveld, T. Gehrels |
| 4231 Fireman        | 1976 WD      | 20 tháng 11 năm 1976 | Harvard Observatory     | Harvard Observatory                                    |
| 4232 Aparicio       | 1977 CD      | 13 tháng 2 năm 1977  | El Leoncito             | Felix Aguilar Observatory                              |
| 4233 Palʹchikov     | 1977 RO7     | 11 tháng 9 năm 1977  | Nauchnij                | N. S. Chernykh                                         |
| 4234 Evtushenko     | 1978 JT1     | 6 tháng 5 năm 1978   | Nauchnij                | N. S. Chernykh                                         |
| 4235 Tatishchev     | 1978 SL5     | 27 tháng 9 năm 1978  | Nauchnij                | L. I. Chernykh                                         |
| 4236 Lidov          | 1979 FV1     | 23 tháng 3 năm 1979  | Nauchnij                | N. S. Chernykh                                         |
| 4237 Raushenbakh    | 1979 SD4     | 24 tháng 9 năm 1979  | Nauchnij                | N. S. Chernykh                                         |
| 4238 Audrey         | 1980 GF      | 13 tháng 4 năm 1980  | Kleť                    | A. Mrkos                                               |
| 4239 Goodman        | 1980 OE      | 17 tháng 7 năm 1980  | Anderson Mesa           | E. Bowell                                              |
| 4240 Grün           | 1981 EY20    | 2 tháng 3 năm 1981   | Siding Spring           | S. J. Bus                                              |
| 4241 Pappalardo     | 1981 EX46    | 2 tháng 3 năm 1981   | Siding Spring           | S. J. Bus                                              |
| 4242 Brecher        | 1981 FQ      | 28 tháng 3 năm 1981  | Harvard Observatory     | Harvard Observatory                                    |
| 4243 Nankivell      | 1981 GF1     | 4 tháng 4 năm 1981   | Lake Tekapo             | A. C. Gilmore, P. M. Kilmartin                         |
| 4244 Zakharchenko   | 1981 TO3     | 7 tháng 10 năm 1981  | Nauchnij                | L. I. Chernykh                                         |
| 4245 Nairc          | 1981 UC10    | 29 tháng 10 năm 1981 | Nanking                 | Purple Mountain Observatory                            |
| 4246 Telemann       | 1982 SY2     | 24 tháng 9 năm 1982  | Tautenburg Observatory  | F. Börngen                                             |
| 4247 Grahamsmith    | 1983 WC      | 28 tháng 11 năm 1983 | Anderson Mesa           | E. Bowell                                              |
| 4248 Ranald         | 1984 HX      | 23 tháng 4 năm 1984  | Lake Tekapo             | A. C. Gilmore, P. M. Kilmartin                         |
| 4249 Křemže         | 1984 SC2     | 29 tháng 9 năm 1984  | Kleť                    | A. Mrkos                                               |
| 4250 Perun          | 1984 UG      | 20 tháng 10 năm 1984 | Kleť                    | Z. Vávrová                                             |
| 4251 Kavasch        | 1985 JK1     | 11 tháng 5 năm 1985  | Palomar                 | C. S. Shoemaker                                        |
| 4252 Godwin         | 1985 RG4     | 11 tháng 9 năm 1985  | La Silla                | H. Debehogne                                           |
| 4253 Märker         | 1985 TN3     | 11 tháng 10 năm 1985 | Palomar                 | C. S. Shoemaker                                        |
| 4254 Kamél          | 1985 UT3     | 24 tháng 10 năm 1985 | Kvistaberg              | C.-I. Lagerkvist                                       |
| 4255 Spacewatch     | 1986 GW      | 4 tháng 4 năm 1986   | Kitt Peak               | Spacewatch                                             |
| 4256 Kagamigawa     | 1986 TX      | 3 tháng 10 năm 1986  | Geisei                  | T. Seki                                                |
| 4257 Ubasti         | 1987 QA      | 23 tháng 8 năm 1987  | Palomar                 | J. Mueller                                             |
| 4258 Ryazanov       | 1987 RZ2     | 1 tháng 9 năm 1987   | Nauchnij                | L. G. Karachkina                                       |
| 4259 McCoy          | 1988 SB3     | 16 tháng 9 năm 1988  | Cerro Tololo            | S. J. Bus                                              |
| 4260 Yanai          | 1989 AX      | 4 tháng 1 năm 1989   | Kushiro                 | S. Ueda, H. Kaneda                                     |
| 4261 Gekko          | 1989 BJ      | 28 tháng 1 năm 1989  | Gekko                   | Y. Oshima                                              |
| 4262                | 1989 CO      | 5 tháng 2 năm 1989   | Yorii                   | M. Arai, H. Mori                                       |
| 4263 Abashiri       | 1989 RL2     | 7 tháng 9 năm 1989   | Kitami                  | M. Yanai, K. Watanabe                                  |
| 4264 Karljosephine  | 1989 TB      | 2 tháng 10 năm 1989  | Siding Spring           | K. F. J. Cwach                                         |
| 4265 Kani           | 1989 TX      | 8 tháng 10 năm 1989  | Kani                    | Y. Mizuno, T. Furuta                                   |
| 4266 Waltari        | 1940 YE      | 28 tháng 12 năm 1940 | Turku                   | Y. Väisälä                                             |
| 4267 Basner         | 1971 QP      | 18 tháng 8 năm 1971  | Nauchnij                | T. M. Smirnova                                         |
| 4268 Grebenikov     | 1972 TW3     | 5 tháng 10 năm 1972  | Nauchnij                | T. M. Smirnova                                         |
| 4269 Bogado         | 1974 FN      | 22 tháng 3 năm 1974  | Cerro El Roble          | C. Torres                                              |
| 4270 Juanvictoria   | 1975 TJ6     | 1 tháng 10 năm 1975  | El Leoncito             | Felix Aguilar Observatory                              |
| 4271 Novosibirsk    | 1976 GQ6     | 3 tháng 4 năm 1976   | Nauchnij                | N. S. Chernykh                                         |
| 4272 Entsuji        | 1977 EG5     | 12 tháng 3 năm 1977  | Kiso                    | H. Kosai, K. Hurukawa                                  |
| 4273 Dunhuang       | 1978 UU1     | 29 tháng 10 năm 1978 | Nanking                 | Purple Mountain Observatory                            |
| 4274 Karamanov      | 1980 RZ3     | 6 tháng 9 năm 1980   | Nauchnij                | N. S. Chernykh                                         |
| 4275 Bogustafson    | 1981 EW14    | 1 tháng 3 năm 1981   | Siding Spring           | S. J. Bus                                              |
| 4276 Clifford       | 1981 XA      | 2 tháng 12 năm 1981  | Anderson Mesa           | E. Bowell                                              |
| 4277 Holubov        | 1982 AF      | 15 tháng 1 năm 1982  | Kleť                    | A. Mrkos                                               |
| 4278 Harvey         | 1982 SF      | 22 tháng 9 năm 1982  | Anderson Mesa           | E. Bowell                                              |
| 4279 De Gasparis    | 1982 WB      | 19 tháng 11 năm 1982 | Bologna                 | Osservatorio San Vittore                               |
| 4280 Simonenko      | 1985 PF2     | 13 tháng 8 năm 1985  | Nauchnij                | N. S. Chernykh                                         |
| 4281 Pounds         | 1985 TE1     | 15 tháng 10 năm 1985 | Anderson Mesa           | E. Bowell                                              |
| 4282 Endate         | 1987 UQ1     | 28 tháng 10 năm 1987 | Kushiro                 | S. Ueda, H. Kaneda                                     |
| 4283 Stöffler       | 1988 BZ      | 23 tháng 1 năm 1988  | Palomar                 | C. S. Shoemaker                                        |
| 4284 Kaho           | 1988 FL3     | 16 tháng 3 năm 1988  | Kushiro                 | S. Ueda, H. Kaneda                                     |
| 4285 Hulkower       | 1988 NH      | 11 tháng 7 năm 1988  | Palomar                 | E. F. Helin                                            |
| 4286 Rubtsov        | 1988 PU4     | 8 tháng 8 năm 1988   | Nauchnij                | L. I. Chernykh                                         |
| 4287 Třísov         | 1989 RU2     | 7 tháng 9 năm 1989   | Kleť                    | A. Mrkos                                               |
| 4288 Tokyotech      | 1989 TQ1     | 8 tháng 10 năm 1989  | Chiyoda                 | T. Kojima                                              |
| 4289 Biwako         | 1989 UA2     | 29 tháng 10 năm 1989 | Dynic                   | A. Sugie                                               |
| 4290 Heisei         | 1989 UK3     | 30 tháng 10 năm 1989 | Geisei                  | T. Seki                                                |
| 4291 Kodaihasu      | 1989 VH      | 2 tháng 11 năm 1989  | Yorii                   | M. Arai, H. Mori                                       |
| 4292 Aoba           | 1989 VO      | 4 tháng 11 năm 1989  | Ayashi Station          | M. Koishikawa                                          |
| 4293 Masumi         | 1989 VT      | 1 tháng 11 năm 1989  | Gekko                   | Y. Oshima                                              |
| 4294 Horatius       | 4016 P-L     | 24 tháng 9 năm 1960  | Palomar                 | C. J. van Houten, I. van Houten-Groeneveld, T. Gehrels |
| 4295 Wisse          | 6032 P-L     | 24 tháng 9 năm 1960  | Palomar                 | C. J. van Houten, I. van Houten-Groeneveld, T. Gehrels |
| 4296 van Woerkom    | 1935 SA2     | 28 tháng 9 năm 1935  | Johannesburg            | H. van Gent                                            |
| 4297 Eichhorn       | 1938 HE      | 19 tháng 4 năm 1938  | Hamburg-Bergedorf       | W. Dieckvoss                                           |
| 4298 Jorgenúnez     | 1941 WA      | 17 tháng 11 năm 1941 | Barcelona               | I. Pòlit                                               |
| 4299 WIYN           | 1952 QX      | 28 tháng 8 năm 1952  | Brooklyn                | Đại học Indiana                                        |
| 4300 Marg Edmondson | 1955 SG1     | 18 tháng 9 năm 1955  | Brooklyn                | Đại học Indiana                                        |